# Paul Constantinescu

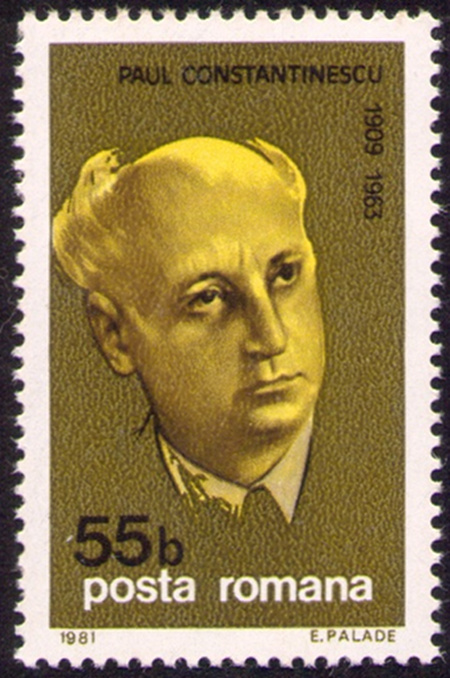
Paul Constantinescu, Sonderbriefmarke der rumänischen Post (1981)

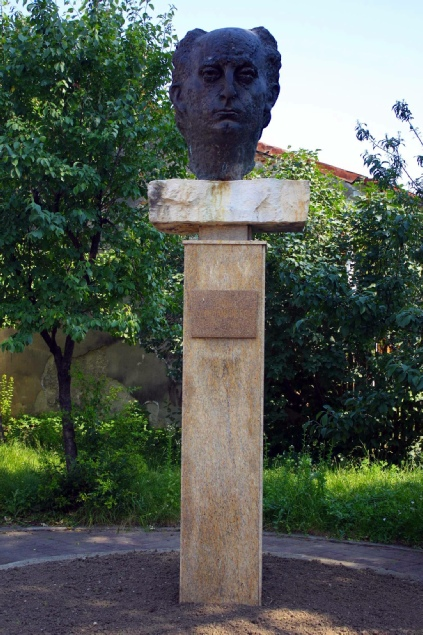
George Dumitru: Paul Constantinescu, 2001 enthüllte Bronzebüste im Innenhof des Constantinescu-Museums in Ploiești

Paul Constantinescu (* 30. Juni 1909 in Ploiești; † 20. Dezember 1963 in Bukarest) war ein rumänischer Komponist.
Constantinescu studierte am Konservatorium von Bukarest bei Constantin Brăiloiu, Dimitrie Cuclin und Mihail Jora und in Wien bei Joseph Marx. Von 1935 bis 1941 war er Professor für Musiktheorie an der Musikakademie, danach Professor für Komposition am Konservatorium von Bukarest. 
Er komponierte zwei Opern, zwei Sinfonien und eine Sinfonietta, eine Rhapsodie, eine Chorographische Dichtung, ein Streicherkonzert (1955), ein Tripelkonzert von Violine, Cello und Klavier, ein Harfen-, ein Violin- und ein Klavierkonzert (1952), Freie Variationen über eine byzantinische Weise aus dem 13. Jahrhundert, zwei Byzantinische Oratorien, Streichquartette und Filmmusik.

## Werke
- Patimile și Învierea Domnului
- Nasterea Domnului
- Ryga Crypto și lapona Enigel
- O noapte furtunoasă (Eine stürmische Nacht nach Ion Luca Caragiale), Oper, 1934
- Nunta în Carpați (Hochzeit in den Karpaten), choreografische Dichtung, 1938
- Pană Lesnea Rusalim, Musikdrama nach Victor Eftimiu, 1955
- Joc Dobrogean, Toccata für Klavier, 1956
- O noapte furtunoasă, Filmmusik
- Moara cu noroc, Filmmusik